# U-1103
U-1103 – niemiecki okręt podwodny (U-Boot) typu VII C/41 z okresu II wojny światowej. Okręt wszedł do służby w 1944 roku.

## Historia
Wcielony do 8. Flotylli U-Bootów celem szkolenia załogi, od września 1944 roku kolejno w 22. i 31. Flotylli jako jednostka szkolna. Nie odbył żadnego patrolu bojowego.
Poddany 5 maja 1945 roku w Cuxhaven (Niemcy), przebazowany 23 czerwca z Kilonii do Loch Ryan (Szkocja). Zatopiony 30 grudnia 1945 roku w ramach operacji Deadlight ogniem artyleryjskim brytyjskiego niszczyciela HMS „Onslaught”.